# Orquestra Filarmônica de Osaka

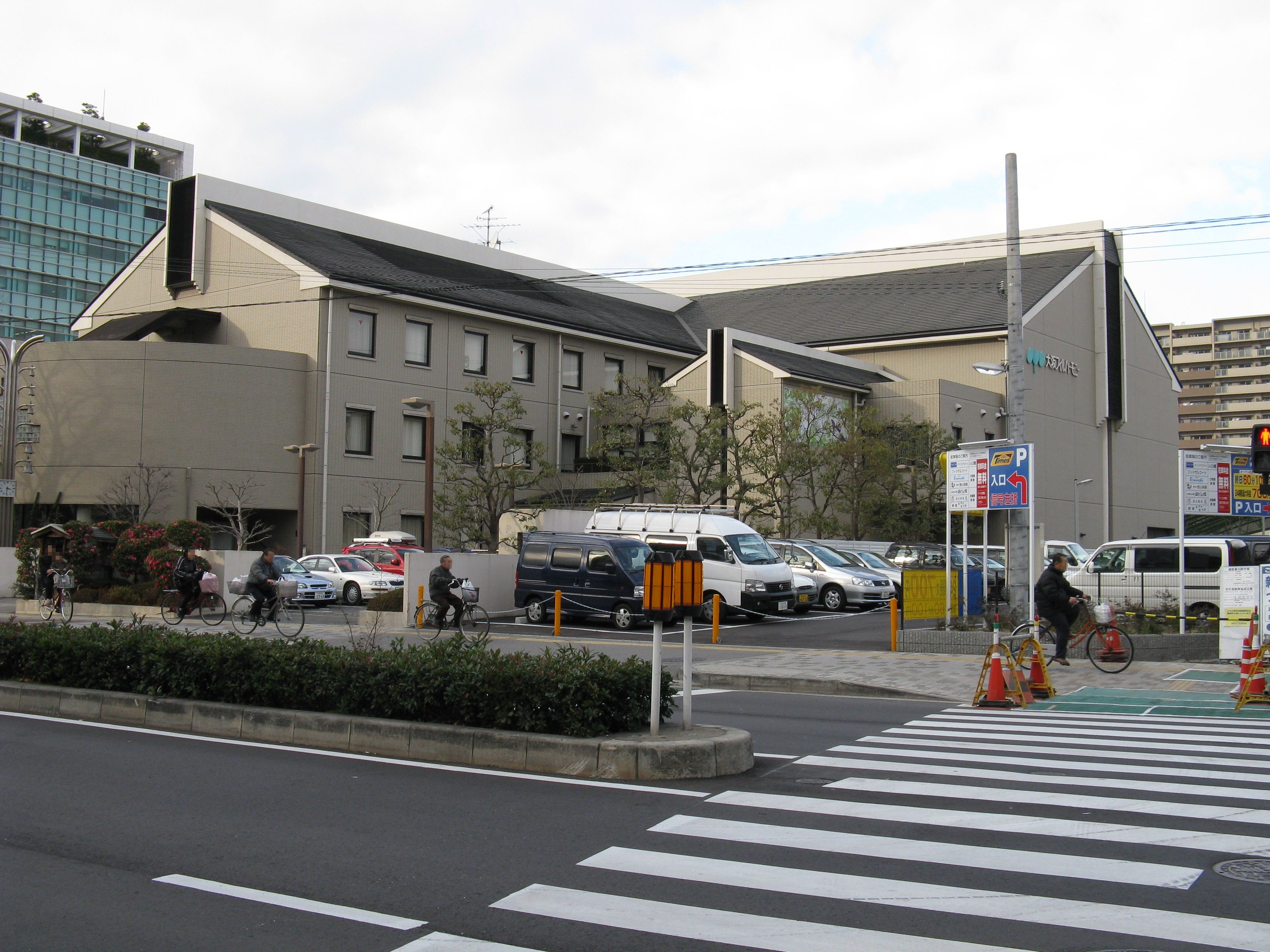
大阪フィルハーモニー会館

A Orquestra Filarmônica de Osaka é uma orquestra clássica baseada em Osaka, Japão. Fundada em 1947 como Orquestra Sinfônica de Kansai, adquiriu o nome atual em 1960. O fundador por o maestro Takashi Asahina, que conduziu a orquestra por cinquenta e cinco anos, de 1960 até 2001. O atual diretor musical da orquestra é Eiji Oue, que comanda a orquestra desde 2003.